# Claudia Losch
Claudia Losch (Alemania, 10 de enero de 1960) es una atleta alemana retirada, especializada en la prueba de lanzamiento de peso en la que, compitiendo con la República Federal Alemana, llegó a ser campeona olímpica en 1984.

## Carrera deportiva
En los JJ. OO. de Los Ángeles 1984 ganó la medalla de oro en el lanzamiento de peso, con una marca de 20.48 metros, quedando en el podio por delante de la rumana Mihaela Loghin y la australiana Gael Martin.